# Jerzy Tabeau
Jerzy Tabeau, né le 18 décembre 1918 à Zabłotów, Pologne (depuis 1945 Zabolotiv, Ukraine) et mort le 11 mai 2002 à Cracovie, fut un médecin polonais. Il participa à la Résistance intérieure polonaise pendant la Seconde Guerre mondiale contre l'occupation allemande et fut déporté au camp d'Auschwitz. Il fut parmi les très peu nombreux détenus à s'en évader, et parmi les premiers à fournir des informations sur les réalités du camp,.

## Éléments biographiques
Jerzy Tabeau termine ses études secondaires en 1936 et commence des études de médecine qu'il interrompt en 1939, au début de la Seconde Guerre mondiale.
Après que la Pologne est occupée par les troupes allemandes, Tabeau rejoint le mouvement de résistance. Sous la fausse identité de Jerzy Wesołowski, il distribue de la presse clandestine à Cracovie. En 1942, il est arrêté par la Gestapo et détenu d'abord à la prison de Montelupich. Le 27 mars 1942, il est déporté à Auschwitz.
Dans le camp, il est enregistré sous sa fausse identité comme détenu politique, sous le matricule 27273. Il y subit les mêmes souffrances que la plupart des détenus : travaux forcés épuisants, terreur des gardiens, faim, froid, maladies. Rapidement malade, il souffre d'une pneumonie et d'une pleurésie. Il est transféré au prétendu « hôpital » du camp Auschwitz I. Guéri, il y reste en tant qu'infirmier. Il a une situation meilleure jusqu'en été 1942, quand il contracte le typhus et est « sélectionné » pour la chambre à gaz par un médecin SS. Il a la chance de bénéficier de l'intervention du détenu Blockälteste (chef de bloc) de l'hôpital auprès d'un autre médecin SS, qui accepte de le rayer de la liste des sélectionnés. Tabeau guérit et redevient infirmier à l'hôpital jusqu'en avril 1943, quand il est transféré au camp des Roms d'Auschwitz II-Birkenau, en charge d'un travail de bureau pour l'hôpital,.
En juillet 1943, cinq détenus polonais, parmi lesquels Tabeau, commencent des préparatifs pour leur évasion,. Le 19 novembre, seuls Tabeau et son camarade Roman Cieliczko réussissent à s'évader en court-circuitant les barbelés électrifiés et les coupant,.
Après une période où il se cache à Zakopane, Tabeau retourne à Cracovie et reprend son activité dans la résistance,, dans le mouvement du Parti socialiste polonais. Il rejoint une unité de l'Armée de l'intérieur qui agit dans les forêts des pieds des montagnes Tatras, et il est blessé dans un combat en octobre 1944.
Après la guerre, entre 1945 et 1947, Il continue et termine ses études de médecine.
Le 17 septembre 1947, Tabeau témoigne devant une commission juridique polonaise d'investigation des crimes de guerre nazis, dans l'affaire de certains médecins SS d'Auschwitz. Il est également témoin à charge au procès de Francfort de 1963-1965.
Il devient médecin cardiologue et enseignant, étant aussi directeur d'un hôpital, de 1968 à 1990.
Pour son activité dans la résistance, Jerzy Tabeau est décoré de l'ordre de la Croix de Grunwald, de la Croix des partisans (en) et de l'ordre Polonia Restituta.

## Le rapport de Tabeau
Après son évasion, en décembre 1943 et janvier 1944, Tabeau rédige un rapport sur tout ce qu'il connaît d'Auschwitz. En mars 1944, il réussit à aller en Hongrie à travers la Slovaquie, pour faire parvenir son rapport aux dirigeants des communautés juives de ce pays, puis il retourne en Pologne. Plus tard, son rapport arrive en Suisse, où il est multiplié et diffusé en août 1944, surtout par des organisations juives et par le gouvernement polonais en exil.
Le rapport de Tabeau parvient à Washington aussi, au War Refugee Board (WRB) (Bureau des réfugiés de guerre) instauré par le président Franklin Delano Roosevelt. Le bureau l'inclut dans un document qui sera connu plus tard comme les Protocoles d'Auschwitz ou Rapports d'Auschwitz. Le 18 novembre 1944, il fournit le document à la presse américaine, sous forme de texte dactylographié,, et le 26 novembre le publie dans une brochure de 30 pages sous le titre The German Extermination Camps of Auschwitz and Birkenau. Two Eye-Witness Reports (Les camps d'extermination allemands d'Auschwitz et Birkenau. Deux rapports de témoins oculaires)
Le rapport de Tabeau constitue la seconde et dernière partie du texte dactylographié et de la brochure, dans celle-ci sous le titre Report No. 2 Transport (The Polish Major's Report) (Rapport n° 2 Le transport (Rapport du major polonais). Leur première partie, dans la brochure sous le titre Report No. 1 The Extermination Camps of Auschwitz (Oswiecim) and Birkenau in Upper Silesia (Rapport n° 1 Les camps d'extermination d'Auschwitz (Oswiecim) et Birkenau, en Haute-Silésie), comprend en fait deux rapports d'autres évadés d'Auschwitz : celui des Juifs slovaques Walter Rosenberg (Rudolf Vrba) et Alfred Wetzler, connu comme le rapport Vrba-Wetzler, ainsi que celui du Juif slovaque Arnošt Rosin et du Juif polonais Czesław Mordowicz. Les trois rapports ne se suivent pas dans l'ordre chronologique de leur rédaction mais dans celui de l'importance que lui ont attribuée les communautés affectées et les Alliés de la Seconde Guerre mondiale. Ces rapports seront utilisés par l'accusation pour la première fois au procès de Nuremberg.
Le rapport de Tabeau est le premier dont il ressort que l'extermination des Juifs à Auschwitz avait un caractère de génocide, c'est-à-dire qu'elle était délibérée, systématique et massive, indifféremment du sexe et de l'âge des victimes, au seul motif qu'elles étaient juives, effectuée surtout par gazage. Il estimait leur nombre à 1,5 million. Par ailleurs, dès 1941, des informations sont sorties du camp sur sa transformation graduelle de camp de concentration en camp d'extermination, mais celles jusqu'au rapport de Tabeau rendaient compte de l'extermination de détenus polonais, de prisonniers de guerre soviétiques et de Juifs sur le même plan, sans qu'il en ressorte la spécificité de l'extermination des Juifs.